# Mahmudavar
Mahmudavar är en ort i Azerbajdzjan.   Den ligger i distriktet Masallı Rayonu, i den sydöstra delen av landet, 190 km sydväst om huvudstaden Baku. Antalet invånare är 4 530.
Terrängen runt Mahmudavar är platt åt nordost, men åt sydväst är den kuperad. Runt Mahmudavar är det ganska tätbefolkat, med 120 invånare per kvadratkilometer.. Närmaste större samhälle är Arkewan, 14,6 km norr om Mahmudavar.
Trakten runt Mahmudavar består till största delen av jordbruksmark.